# Claude Abravanel
Claude Abravanel, född den 16 juli 1924 i Montreux, Schweiz, död 14 december 2012, var en israelisk pianist och komponist.
Abravanel studerade pianospel för Dinu Lipatti och komposition för Arthur Honegger. Han bosatte sig 1951 i Israel och var fram till 1992 rektor och bibliotekarie på Rubin Academy of Music (nu Jerusalem Academy of Music and Dance) i Jerusalem.
Abravanel har mest skrivit kammarmusik.

## Kompositioner (i urval)
- Elegy – för låg röst och flöjt
- Four Songs – för alt och cello
- Three Psalms – för hög röst och piano
- Hymn of Praise of a Yemenite Motive – för hög röst och piano